# 阴阳道

晴明紋

陰陽道（日语：／ Onmyōdō、 On'yōdō、 In'yōdō），是基於陰陽五行思想、占卜技藝和古代的天文學和曆法知識，在日本發展出來的方術與術數，為日本神道的一部分，同時也是日本法術的代名詞。奉行陰陽道的術師，稱之為陰陽師。
史實上的陰陽道，以「天文」「曆法」「漏刻」等為正職，而並行「占卜」「追儺」等事。同時身負天文官與方技家的身分。安倍晴明『占事略決』的「十二神將」是中國六壬法中配合「黃道十二宮」十二月將所需的神將，用作占卜推算，民間則傳為晴明所使役的十二式神，安倍晴明為法術的使用者。

## 平安時代
- 陰陽寮
- 律令格式
- 安倍晴明
- 源氏物語

平安京正是按照陰陽五行中四神相應的學說建造的。

## 幕府时代
- 镰仓幕府
- 源平合战记
- 平家物语中出现的安倍泰亲是安倍晴明的后裔。
- 足利幕府
- 日本战国时代
- 德川家康
- 天海

## 从明治时期到战前
- 明治天皇
- 大正时代

## 阴阳道与其他宗教和哲学
- 阴阳五行说
- 弗雷泽
- 金枝
- 咒
- 姓名魔法

## 陰陽道的神
- 八將神
  - 太歲神
  - 大將軍
  - 太陰神
  - 歲刑神
  - 歲殺神
  - 黃幡神
  - 豹尾神
  - 歲破神
- 十二天將

## 相关作品
- 小說《帝都物語》是日本博物學家荒俁宏之作品。
- 小說《陰陽師》是日本作家夢枕獏的作品。
- 漫畫《陰陽師》是漫画家岡野玲子根据夢枕獏原作的改编作品。
- 電影《陰陽師》。
- 動畫《少年陰陽師》（結城光流）
- 漫畫《百鬼小當家》。
- 小說、動畫、漫畫《東京闇鴉》
- 動畫《雙星之陰陽師》
- 漫畫《咒術迴戰》

## 外部連結
- （繁體中文）久遠之絆 （页面存档备份，存于）
- （繁體中文）陰陽師 （页面存档备份，存于）
- （繁體中文）占事略決 （页面存档备份，存于）